# Qinjia (köpinghuvudort i Kina, Heilongjiang Sheng, lat 46,80, long 127,00)
Qinjia (kinesiska: 秦家, 秦家镇) är en köpinghuvudort i Kina. Den ligger i provinsen Heilongjiang, i den nordöstra delen av landet, omkring 120 kilometer norr om provinshuvudstaden Harbin. Antalet invånare är 31 361. Befolkningen består av 15 721 kvinnor och 15 640 män. Barn under 15 år utgör 14,0 %, vuxna 15-64 år 78 %, och äldre över 65 år 6,0 %.
Runt Qinjia är det tätbefolkat, med 297 invånare per kvadratkilometer. Närmaste större samhälle är Dayou, 17,8 km söder om Qinjia. Trakten runt Qinjia består till största delen av jordbruksmark.
Genomsnittlig årsnederbörd är 871 millimeter. Den regnigaste månaden är juli, med i genomsnitt 215 mm nederbörd, och den torraste är januari, med 9 mm nederbörd.